# Ruttellerona
Ruttellerona là một chi bướm đêm thuộc họ Geometridae.